# IC 1299
IC 1299 је расијано звјездано јато у сазвјежђу Лисица које се налази на листи објеката дубоког неба у Индекс каталогу.
Деклинација објекта је + 20° 44' 24" а ректасцензија 19h 22m 42,0s.